# Soledar
Soledar (em ucraniano:  Соледар) é uma cidade da Ucrânia, situada no Oblast de Donetsk. Tem 14,10 km² de área e sua população em 2020 foi estimada em 10.867 habitantes.
Em 13 de janeiro de 2023, a Rússia disse ter conquistado Soledar após batalhas sangrentas na cidade. Dias depois do anúncio da captura, Kiev reconheceu no dia 16 de janeiro que Soledar caiu sob controle russo. A cidade foi extensamente destruída pelas Forças Armadas da Rússia e, de acordo com o governador do Oblast de Donetsk, somente 559 civis continuavam a habitar Soledar em 2023.

## História
Durante a segunda metade do século XVII, cossacos provenientes da região de Izyum e do norte da Ucrânia se estabeleceram-se na região de Donbass. Eles construíram uma vila no local de Soledar e a chamaram de Brіantsіvka (ucraniano: Брянцівка). Sua atividade econômica principal era a mineração de sal, a qual se ampliou mais tarde nos séculos 19 e 20 após a descoberta de depósitos de sal-gema, quando foram construídas minas e fábricas.
Em 1924, ainda como vila, recebeu o nome de Karlo-Libknechtovsk em homenagem ao cofundador do Partido Comunista alemão, Karl Liebknecht  e, em 1965 as aldeias de Karlo-Libkhnekhtovsk e Bilokamyanka foram unidas em um assentamento - a cidade de Karlo-Libkhnekhtovsk, agora com o status de cidade. Em 5 de julho de 1991, a cidade mudou seu nome para Soledar, que significa literalmente "um presente de sal" nas línguas ucraniana e russa, refletindo a longa história de produção de sal na área.
Durante invasão da Ucrânia pela Rússia em 2022, em 28 de maio de 2022, foi relatado que um míssil russo atingiu a usina de sal Artemsil na cidade. A Batalha de Soledar começou no início de agosto, com as forças russas capturando grande parte da metade oriental de Soledar em setembro, embora paralisadas depois. A partir de 11 de janeiro, o controle da cidade passou a ser contestado por uma empresa militar privada denominada Grupo Wagner,  a qual afirma ter tomado a cidade de Soledar.  Em 13 de janeiro, a Rússia diz ter conquistado a cidade de Soledar após batalhas sangrentas. Em 16 de janeiro, o Kyiv Independent informou que as tropas russas controlam o território administrativo de Soledar com base em fontes militares ucranianas. O comandante da unidade de drones ucranianos, Robert “Magyar” Brovdy, disse que a Rússia capturou a última zona industrial perto da mina número 7, anteriormente mantida por tropas ucranianas.

## Geografia
Soledar está localizada no leste da Ucrânia, às margens do rio Bakhmutovka, um afluente de 88 km do rio Seversky Donets, e junto a rodovia territorial T-13-02. A cidade fica 16 km a sudeste de Bakhmut e 80 km ao norte de Donetsk. O lago Provalye,  localizado no município, tem mais de 100 metros de profundidade, foi formado pelo colapso da superfície da terra sobre uma mina de sal. A água do lago por ser tão densamente salgada é chamada de "vidro líquido".

## Demografia
A Língua materna da população segundo o censo Ucraniano de 2001 era:
Russo 89,4%
Ucraniano 10,1%
Armênio 0,1%
Bielorrusso 0,1%

## Economia
Artyomsol, é a maior empresa de extração e comercialização de sal de cozinha (NaCl) da Europa Central e do leste Europeu, fundada em 1881, se localiza no município, antes da invasão russa fornecia mais de 90 por cento das necessidades de sal de mesa da Ucrânia (os produtos ali produzidos eram comprados por mais de 50 mil compradores atacadistas na Ucrânia, Rússia e outros países da Europa e África).
As minas de sal da cidade também costumavam ser uma importante fonte turística, que ao atrair grande número de turistas geravam empregos e renda para o município. Haviam tours a até 300 metros de profundidade nos túneis, os quais possuem um comprimento estimado em cerca de 300 km. Um túnel em especial impressiona por possuir 30 metros de altura, 14 de largura, se estendendo por 1 km.
Abaixo da superfície de Soledar, é possível encontrar um museu, uma igreja, um sala de concertos, um campo de futebol, esculturas de cristais de sal e um hospital para até 100 pacientes que sofram de problemas respiratórios.
Para além das minas de sal, a zona em torno de Soledar é rica em gesso, mineral muito utilizado como fertilizante, como também na fabricação de cimento e na medicina. Tal fato atraiu empresas que se instalaram no local para processamento do minério, como a empresa alemã Knauf que mantém desde 2006 uma fábrica de placas de gesso no município.

Também se destaca a existência na cidade do único viveiro da Ucrânia para o cultivo industrial de abetos azuis e prateados.